# Église de Lavia
L'église de Lavia (finnois : Lavian kirkko) est une église luthérienne  située dans le quartier de Lavia à  Pori en Finlande.

## Galerie

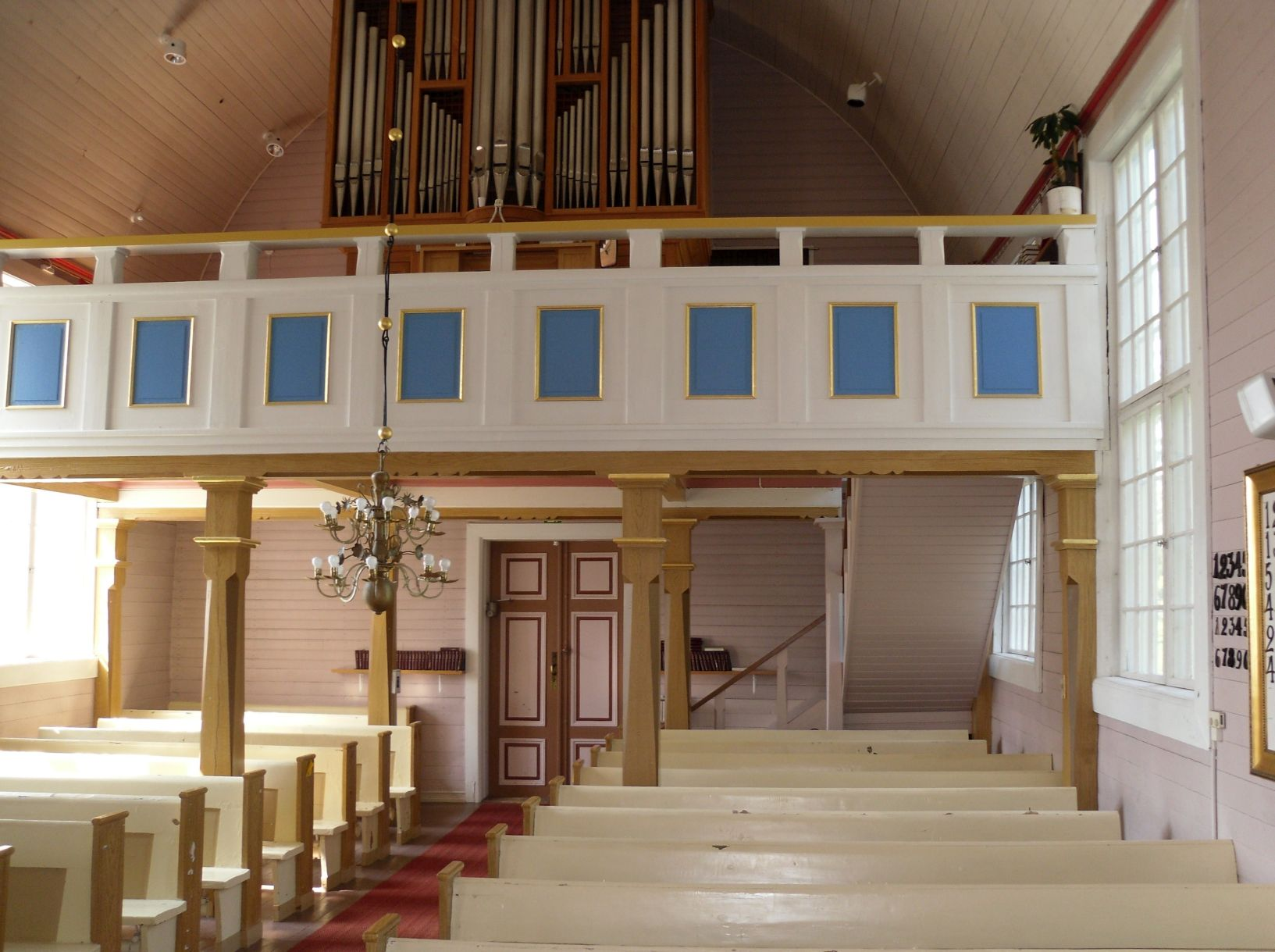
La nef et l'orgue.
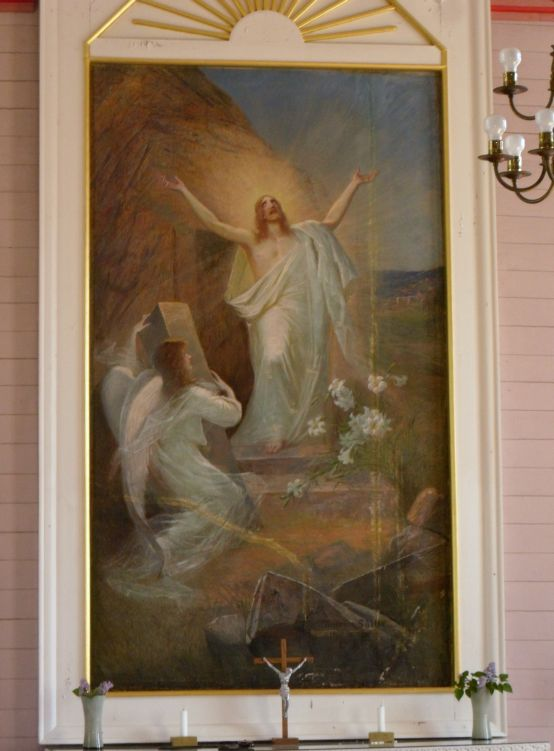
Le retable d'Alexandra Frosterus-Såltin.
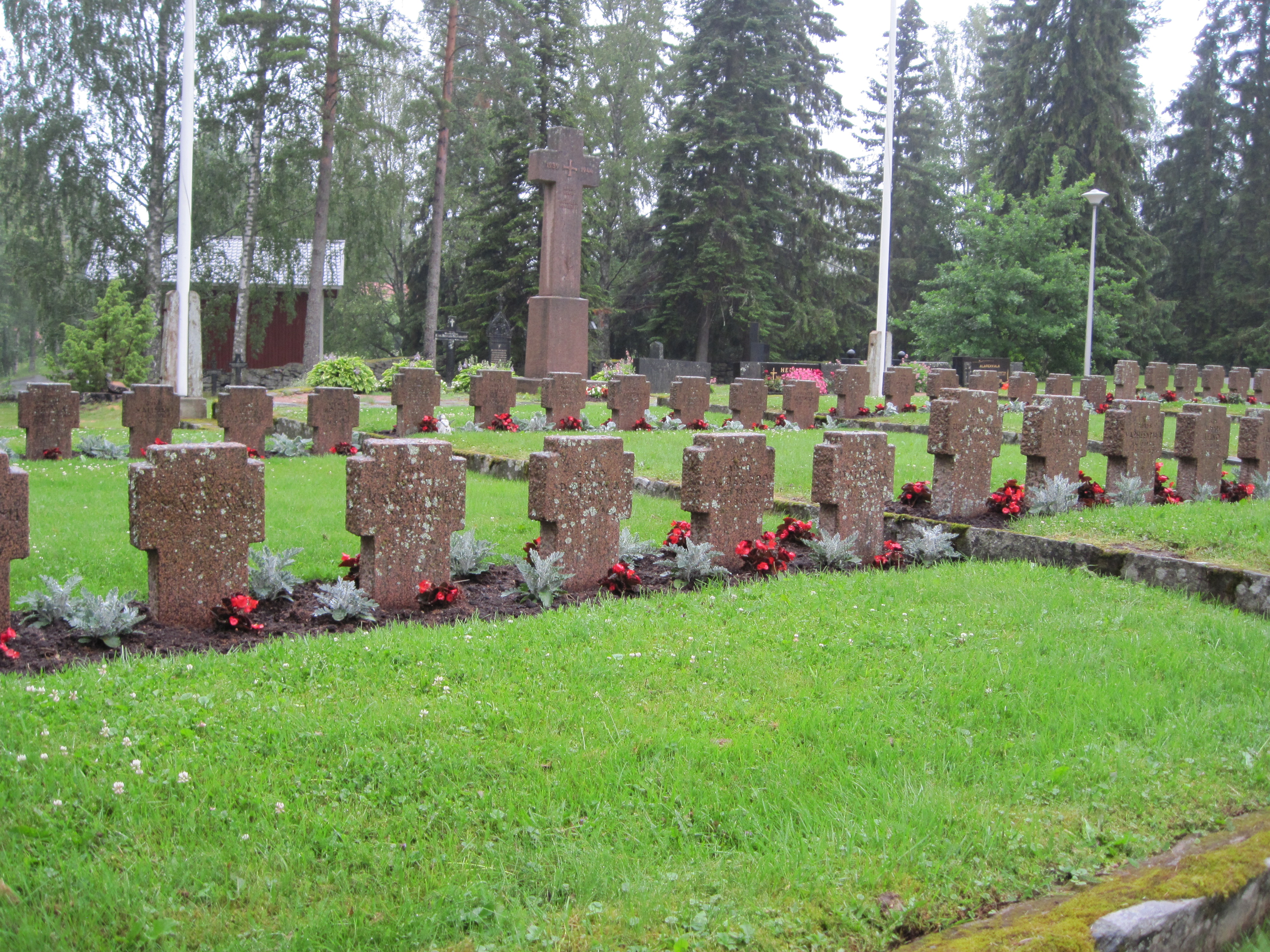
Le cimetière de l'église.
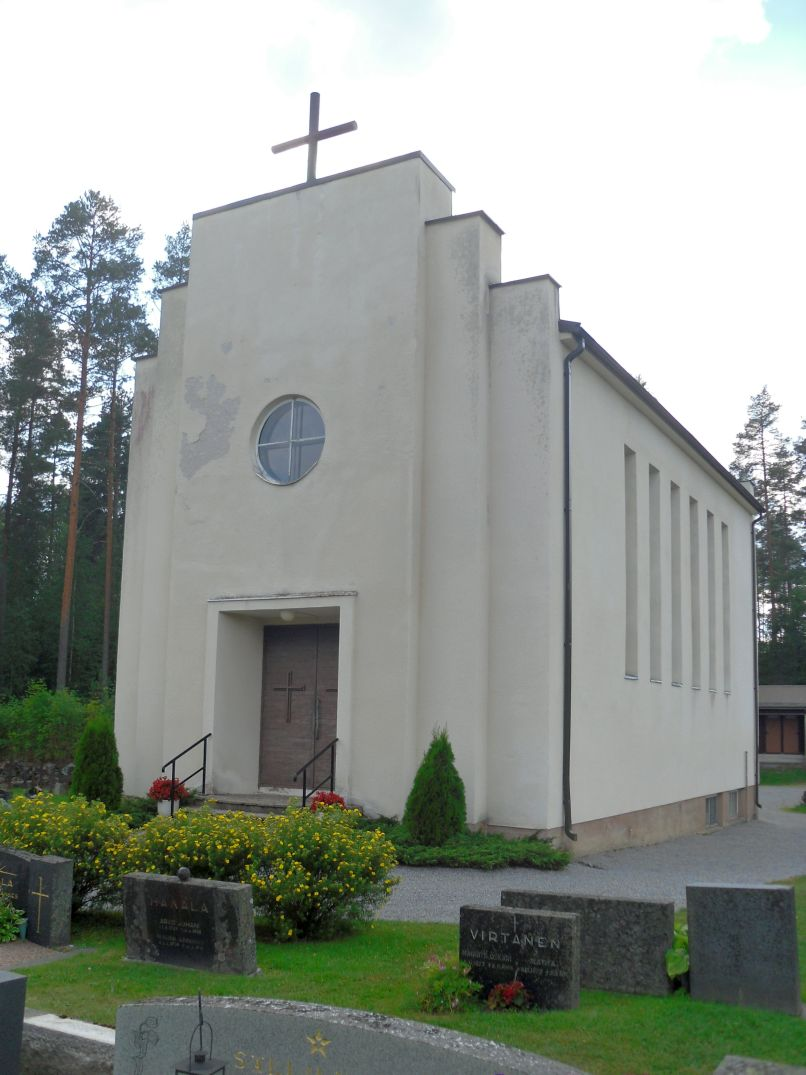
La chapelle funéraire.